# Liran Kohen
Liran Kohen (hebr. ‏לירן כהן‎, ang. Liran Cohen, ur. 14 lutego 1983 w Riszon le-Cijjon) – izraelski piłkarz występujący na pozycji pomocnika.

## Kariera klubowa
Kohen jest wychowankiem Maccabi Tel Awiw. W latach 2003–2006 rozegrał w barwach tego klubu 67 spotkań ligowych, strzelając 8 bramek. W sezonie 2003/2004 wywalczył wicemistrzostwo Izraela, zaś w kolejnych rozgrywkach zdobył puchar tego kraju. Rozegrał także trzy spotkania w fazie grupowej Ligi Mistrzów 2004/05. W meczach kwalifikacyjnych tego pucharu zdobył dwie bramki.
W 2007 roku został piłkarzem Maccabi Petach Tikwa. W tym klubie występował przez dwa sezony. W lipcu 2009 roku przeniósł się do Bene Jehuda Tel Awiw. Od 2010 roku był zawodnikiem Bene Sachnin, gdzie spędził jeden rok. Łącznie w rozgrywkach najwyższej klasy rozgrywkowej Izraela wystąpił w 176 meczach, zdobywając 16 goli.
W sierpniu 2011 roku został wypożyczony z opcją pierwokupu do końca rundy jesiennej sezonu 2011/12 do beniaminka Ekstraklasy – Podbeskidzia Bielsko-Biała, gdzie pozostał na dalszą część rozgrywek. W zespole z Bielska-Białej grał przez dwa lata, rozgrywając 35 spotkań ligowych, w których strzelił 3 bramki. Rundę wiosenną sezonu 2012/13 spędził w Hapoelu Hajfa. W latach 2014–2017 Kohen występował w klubach Liga Leumit: Hapoelu Ramat Gan oraz Hapoelu Ironi Nir Ramat ha-Szaron. Od stycznia 2018 roku grał w zespołach z III i IV kategorii rozgrywkowej: Hapoelu Kefar Szalem i Hapoelu Kirjat Ono.

## Kariera reprezentacyjna
W latach 2004–2005 był powoływany do reprezentacji Izraela U-21, dla której rozegrał 11 spotkań i zdobył jedną bramkę.

## Sukcesy
Maccabi Tel Awiw
- Puchar Izraela: 2004/05

Hapoel Hajfa
- Puchar Ligi: 2012/13